# Häräpourit
Häräpourit är klippor i Finland.   De ligger i landskapet Kymmenedalen, i den södra delen av landet, 140 km öster om huvudstaden Helsingfors.
Terrängen runt Häräpourit är mycket platt. Havet är nära Häräpourit åt sydväst.  Närmaste större samhälle är Fredrikshamn, 16,6 km nordväst om Häräpourit. I omgivningarna runt Häräpourit växer i huvudsak barrskog.